# Barremien
| Systeem                                                                                   | Serie     | Etage         | Ouderdom (Ma) |
| ----------------------------------------------------------------------------------------- | --------- | ------------- | ------------- |
| Paleogeen                                                                                 | Paleoceen | Danien        | jonger        |
| Krijt                                                                                     | Boven     | Maastrichtien | 66,0–72,1     |
| Krijt                                                                                     | Boven     | Campanien     | 72,1–83,6     |
| Krijt                                                                                     | Boven     | Santonien     | 83,6–86,3     |
| Krijt                                                                                     | Boven     | Coniacien     | 86,3–89,8     |
| Krijt                                                                                     | Boven     | Turonien      | 89,8–93,9     |
| Krijt                                                                                     | Boven     | Cenomanien    | 93,9–100,5    |
| Krijt                                                                                     | Onder     | Albien        | 100,5–113,0   |
| Krijt                                                                                     | Onder     | Aptien        | 113,0–125,0   |
| Krijt                                                                                     | Onder     | Barremien     | 125,0–129,4   |
| Krijt                                                                                     | Onder     | Hauterivien   | 129,4–132,9   |
| Krijt                                                                                     | Onder     | Valanginien   | 132,9–139,8   |
| Krijt                                                                                     | Onder     | Berriasien    | 139,8–145,0   |
| Jura                                                                                      | Malm      | Tithonien     | ouder         |
| Indeling van het Krijt volgens de ICS. Cursieve ouderdommen hebben een grote onzekerheid. |           |               |               |

Het Barremien (Vlaanderen: Barremiaan) is een etage in het Onder-Krijt, met de ouderdom van ongeveer 129,4 tot ongeveer 125,0 Ma. Het kan gesitueerd worden tussen het Hauterivien en het Aptien.

## Naamgeving en definitie
Het Barremien is in 1873 door Henry Coquand benoemd naar de plaats Barrême, in het Franse departement Alpes-de-Haute-Provence.

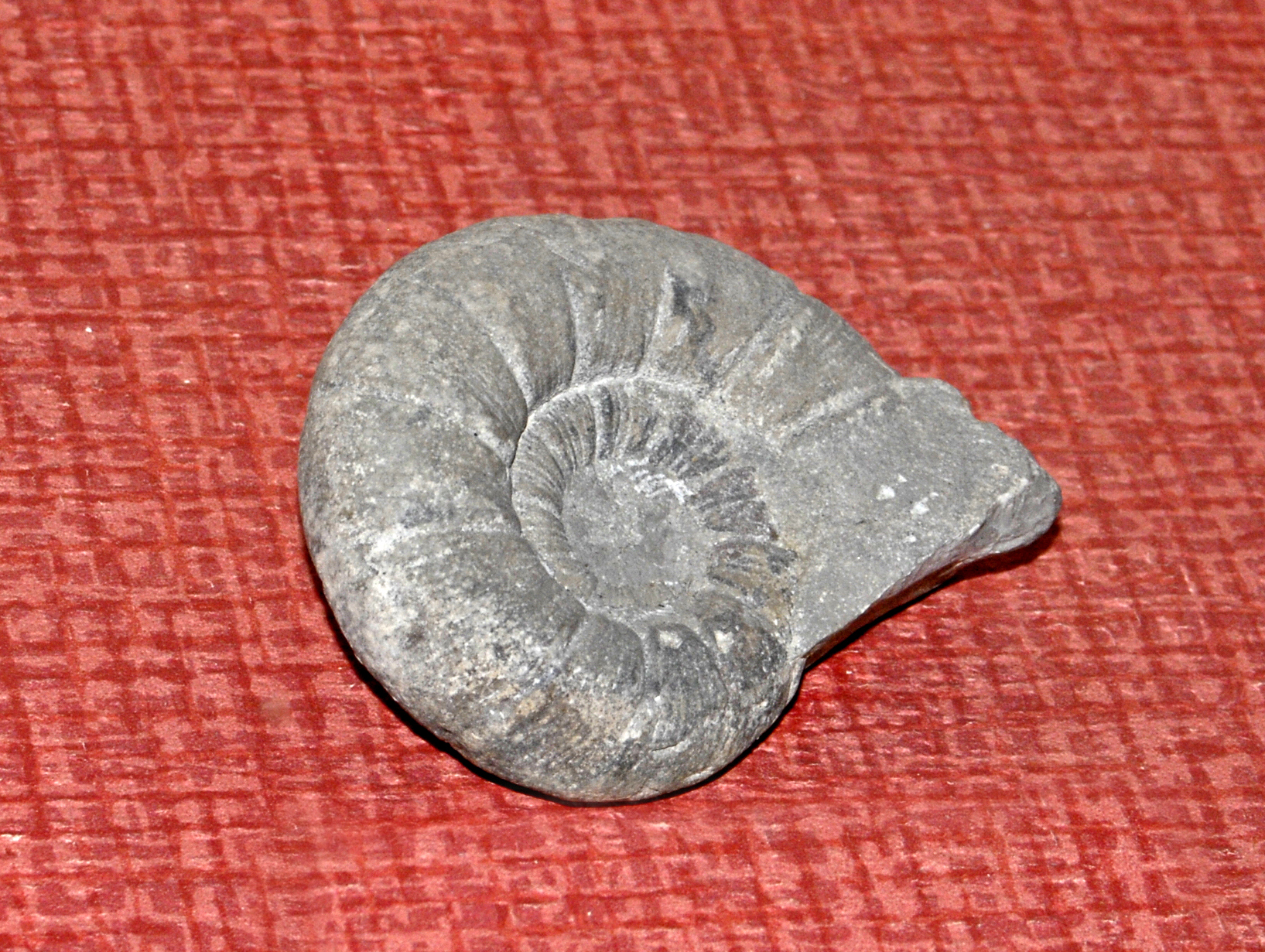
Spitidiscus

De basis van het Barremien wordt gedefinieerd door het eerste voorkomen van de ammonieten Spitidiscus hugii en Spitidiscus vandeckii. De top wordt gedefinieerd door het begin van de magnetische chronozone M0r. De etage is onderverdeeld in elf zones van voorkomen van ammonietensoorten.